# Tolomeo da Lucca
Bartolomeo Fiadoni meglio noto come Tolomeo o Ptolomeo da Lucca (Lucca, 1236 – Torcello, 1327) è stato un teologo e vescovo cattolico italiano, discepolo di San Tommaso d'Aquino, e fu come lui dell'ordine dei domenicani, di cui redasse un catalogo delle opere.

## Biografia
Noto anche come Tolomeo dei Fiadoni, il padre Rainone apparteneva da una famiglia di mercanti lucchesi di medio livello. Su di lui non si ha alcuna notizia sino all'entrata nel convento di San Romano, cenobio di frati domenicani.
Fu priore del convento di Santa Maria Novella a Firenze negli anni tra il 1300 e il 1302, il periodo di più grave scontro tra guelfi bianchi e neri e che vide l'esilio di Dante. Di quel periodo Tolomeo da Lucca scrisse gli Annali. Fu più volte definitor dei capitoli generali dell'ordine (Marsiglia, Bologna). Dal 1309 al 1319 risiedette ad Avignone presso la curia papale e fu al servizio di importanti cardinali.
Nel 1318 fu nominato vescovo di Torcello da papa Giovanni XXII, ma si recò presso la nuova sede solo l'anno successivo; facendo atto di obbedienza al patriarca di Grado il 17 novembre 1319.
Durante il suo episcopato entrò in gravi conflitto con il patriarca, che lo accusò di malversazioni; inoltre Tolomeo si oppose alla elezione della badessa del monastero benedettino di Sant'Antonio, appellandosi al papa contro il patriarca. Per questi fatti il patriarca lo scomunicò e lo fece segregare nel palazzo vescovile. La scomunica fu in seguito annullata dal papa.
Morì a Torcello nel 1327.

## Opere
- Historia ecclesiastica nova edita dal Muratori, in Rerum Italicarum scriptores, XI;
- Annales seu gesta Tuscorum, Lione 1619, apparsi in edizione più corretta a cura del Minutoli in Cronache del sec. XIII e XIV, Firenze 1876, e in ediz. critica a cura dello Schmeidler in Monumenta Germaniae Historica, Scriptores, VIII, Berlino 1930;
- Historia tripartita, ancora ignota;
- Exaemeron, edito nel 1880 da P. Masetti;
- Determinatio compendiosa de iurisdictione Imperii, scoperta dal Krammer nel 1909, il cui giudizio fu confermato da M. Grabmann nel 1912; un testo ignoto è nella Nazionale di Firenze (Conv. soppr., J. 10, 51, ff. 155-70);
- Tractatus de iurisdictione ecclesiae super regnum Apuliae et Siciliae, scoperto dal Krammer;
- Tractatus de origine ac translatione et statu Romani Imperii, edito dal Krammer, 1909.